# Kevin Plank
Kevin Audette Plank (nacido el 13 de agosto de 1972 ) es un empresario multimillonario y filántropo estadounidense. Plank es el fundador y presidente ejecutivo de Under Armour, un fabricante de ropa deportiva, calzado y accesorios, con sede en Baltimore (Maryland). Se desempeñó como director ejecutivo desde su fundación hasta 2020 y regresará como director ejecutivo a partir de abril de 2024.  En abril de 2023, su patrimonio neto se estimó en 1.100 millones de dólares estadounidenses. 

## Primeros años y educación
Plank, un católico romano,  creció en Kensington, Maryland, un suburbio en las afueras de Washington D. C., el más joven de cinco hermanos nacidos de William y Jayne (de soltera Harper) Plank.   Su padre era un destacado empresario inmobiliario de Maryland. Su madre es una ex alcaldesa de Kensington, que luego dirigió la Oficina de Asuntos Legislativos e Intergubernamentales del Departamento de Estado de los Estados Unidos durante la presidencia de Ronald Reagan. 
Plank creció jugando fútbol juvenil con la Maplewood Sports Association; un equipo de Maplewood ha aparecido en comerciales de Under Armour. Dejó la prestigiosa Georgetown Preparatory School, una escuela católica, debido a su bajo rendimiento académico y a problemas de comportamiento, luego se graduó en otra escuela católica, St. John's College High School, en 1990. Después, jugó fútbol en Fork Union Military Academy durante un año, tratando de llamar la atención de las escuelas de la División I de la NCAA. No fue reclutado por los programas de fútbol universitario de primer nivel.
Sin embargo, fue a la Universidad de Maryland, College Park y se unió al equipo allí.  Se graduó en 1996   con una licenciatura en administración de empresas . 
Su compañero de habitación en Maryland era el jugador de fútbol y luchador profesional Darren Drozdov . Tras un accidente en el ring en 1999 que dejó a Drozdov cuadripléjico, Plank financió personalmente su silla de ruedas personalizada. 

## Carrera
Mientras estaba en la Universidad de Maryland, Plank lanzó Cupid's Valentine, un negocio estacional que vende rosas en el Día de San Valentín . Cupid's Valentine recaudó $3000, que Plank utilizó como capital inicial para Under Armour.  Continuó usando el nombre de "Cupido" cuando más tarde lanzó su competencia Copa de Cupido. 

### Under Armour
La idea que dio origen a Under Armour surgió mientras jugaba para los Maryland Terrapins ; Plank dijo que era el "tipo más sudoroso en el campo de fútbol".   Frustrado por la incapacidad de sus camisetas de algodón para mantenerlo seco y cómodo, buscó un material que absorbiera el sudor de su cuerpo.  Después de graduarse en Maryland, Plank buscó materiales sintéticos que mantuvieran secos a los atletas. Utilizando una combinación de su propio dinero en efectivo, tarjetas de crédito y un préstamo de la Administración de Pequeñas Empresas, lanzó el negocio.  Plank probó varios prototipos antes de decidirse por el que quería utilizar. 
Plank originalmente quiso llamar a su nueva empresa de ropa deportiva Heart, pero no pudo registrar la marca.  También intentó nombrar su empresa Body Armor, pero los esfuerzos por registrar ese nombre como marca tampoco tuvieron éxito.  Un día, su hermano le preguntó: "¿Cómo va esa empresa en la que trabajas? ¿Under Armour?". El nombre se le quedó.  Plank dijo que eligió la ortografía británica "armour" porque "pensó que el número de teléfono 888-4ARMOUR era mucho más atractivo que 888-44ARMOR". 
Plank inicialmente dirigió el negocio desde la casa de su abuela en Georgetown .  La primera camiseta de Under Armour fue la #0037, que Plank vendió desde su coche.  También pidió a sus excompañeros de equipo que probaran las camisetas, alegando que su alternativa a una camiseta de algodón mejoraría su rendimiento en el campo. Cuando sus amigos pasaron a jugar profesionalmente, les enviaba camisetas y les pedía que las repartieran a otros jugadores en sus vestuarios. Su primera gran venta de equipo fue a Georgia Tech .  En 1996, Plank terminó su primer año vendiendo camisetas con $17.000 en ventas. 
Un punto de inflexión para él llegó a finales de 1999, cuando Plank utilizó casi todo el dinero de Under Armour, y los empleados acordaron prescindir de su sueldo durante unas semanas, para que la compañía pudiera sacar un anuncio de 25.000 dólares en ESPN The Magazine .  El anuncio resultó en 1 millón de dólares en ventas directas durante el año siguiente, y los atletas y equipos comenzaron a comprar el producto.  La compañía de Plank alcanzó 1.000 millones de dólares en ingresos anuales por primera vez en 2010, y Plank se convirtió en multimillonario en 2011, cuando su patrimonio neto se estimó en 1.050 millones de dólares. 
Entre 2014 y 2016, Under Armour gastó cerca de mil millones de dólares para adquirir fabricantes de aplicaciones móviles de seguimiento de la actividad y la dieta.    Muchos empleados de largo plazo cuestionaron la estrategia de Plank y si la empresa produciría un retorno de su inversión. Plank pasó horas en conversaciones individuales para intentar persuadir a esos empleados. "Era importante", dijo Plank, "que esta no fuera sólo mi decisión. ”La estrategia fue un éxito y le permitió a la empresa convertirse en la comunidad digital de salud y fitness más grande del mundo, con 150 millones de usuarios.  Unos años más tarde, algunas de estas adquisiciones serían desinvertidas por el siguiente CEO. 
Como director ejecutivo, Plank supervisó una empresa que generó US$5 billion en ingresos anuales y empleó a unas 15.800 personas al 31 de diciembre de 2017.  
Plank anunció su salida como director ejecutivo en octubre de 2019 y fue reemplazado el 1 de enero de 2020 por el director de operaciones de Under Armour, Patrik frisk.  
Plank es miembro del consejo de administración de la Fundación Nacional de Fútbol. 
A principios de 2023, los abogados interrogaron a Plank y Stephanie Ruhle, periodista de Bloomberg News que ahora trabaja en MSNBC, sobre una demanda de 2017 presentada por accionistas de Under Armour que alega que la compañía infló artificialmente el precio de sus acciones, lo que les generó pérdidas. Según The Wall Street Journal, los documentos judiciales mostraron que Plank le dio a Ruhle un teléfono con una dirección de correo electrónico especial para comunicarse con él en forma privada y a todas horas, le envió información financiera confidencial sobre la compañía y solicitó su ayuda para refutar las preocupaciones sobre la caída de las ventas. Durante su declaración, según el Journal, Plank describió el papel de Ruhle diciendo: "Ella es una confidente. Yo le daba consejos sobre su carrera y ella me daba consejos sobre asuntos que yo estaba tratando, ya fuera bancarios, de medios de comunicación o de la naturaleza humana". En su declaración, informó el periódico, Ruhle dijo que hacía viajes gratis con Plank en su avión privado. Cuando se le preguntó si actuaba como amiga o periodista en esos viajes, dijo en su declaración: “Volaba en su avión como yo misma, Stephanie Ruhle. Realmente no estoy en una categoría ni la una ni la otra”.  La misma periodista, Khadeeja Safdar, había informado previamente sobre la relación entre el multimillonario y Ruhle en febrero de 2019. 

### Granja Sagamore
Plank compró la histórica granja Sagamore de 630 acres en el condado de Baltimore, Maryland, en 2007.  La propiedad perteneció en el pasado a Alfred Gwynne Vanderbilt .  En la granja se crio el semental Native Dancer, que corrió 21 de 22 carreras durante su trayectoria de 1952 a 1954.  Plank ha dicho que busca restaurar la granja y rejuvenecer la tradición de las carreras de caballos de Maryland criando un caballo ganador de la Triple Corona .   El 5 de noviembre de 2010, la cuenta compartida de Sagamore Farms ganó la Breeders' Cup Filly &amp; Mare Turf (GI) de 2 millones de dólares.  Hay alrededor de 100 caballos en la granja Sagamore, y alrededor de 40 de ellos entrenando activamente en julio de 2017. 

### Industrias de tablones
A partir de 2013,  la empresa inmobiliaria de Plank, Sagamore Development, lideró un proyecto de desarrollo de uso mixto de $5.5 mil millones en el área de Port Covington de Baltimore.  La empresa había adquirido aproximadamente 235 acres en el área  y planeaba construir una combinación de oficinas, áreas residenciales, espacios comerciales, parques, rampas para botes y más.  
Plank también fundó la destilería de whisky Sagamore Spirit en 2013.  Al principio le propusieron crear un viñedo, pero como era un entusiasta del whisky, le pidió a su socio comercial que investigara sobre el whisky.  El acuífero de piedra caliza de la granja de Plank producía agua apta para destilar whisky,  por lo que Plank y su socio comercial Bill McDermond fundaron Sagamore Spirit para restaurar la tradición de destilación de whisky de Maryland.  Sus primeras botellas se vendieron en tiendas en 2016. 
Plank renovó el antiguo edificio Recreation Pier en Fells Point, Baltimore .  El edificio fue construido originalmente en 1914 para almacenar carga portuaria y más tarde sirvió como centro comunitario y estudio para la serie de televisión Homicide: Life on the Street ; cerró en 1999.  Tras la renovación de Plank, el edificio volvió a abrir sus puertas como Hotel Sagamore Pendry. 
Plank Industries también compró y renovó el taxi acuático en Inner Harbor . 

## Filantropía
Plank donó un millón de dólares a través de The Cupid Foundation a CollegeBound, con sede en Baltimore, en 2016.  Al año siguiente, su brazo caritativo financió 40 empleos de verano para estudiantes de las escuelas públicas de Cherry Hill, Baltimore, en la industria del transporte marítimo . 
Plank también está activo dentro de las comunidades de Baltimore y Washington D. C., como miembro del Comité del Gran Baltimore  y la Asociación del Gran Washington .  También es miembro del consejo de administración de Living Classrooms, una organización sin fines de lucro con sede en Baltimore-Washington dedicada a la educación práctica de jóvenes utilizando entornos urbanos, naturales y marítimos como "aulas vivientes".  A través de su Fundación Cupid, Plank donó 5 millones de dólares para ayudar a crear la Casa UA en Fayette, un centro comunitario del este de Baltimore dirigido por Living Classrooms. 

### Emprendimiento
Plank ha apoyado durante mucho tiempo la Escuela de Negocios Robert H. Smith de la Universidad de Maryland y el Centro Dingman para el Emprendimiento. Además de formar parte del consejo directivo de la universidad, desempeñó un papel fundamental en el desarrollo de un fondo de dotación que el Centro Dingman utiliza para invertir en empresas emergentes viables.  También es responsable del desarrollo de la competencia de negocios Copa de Cupido. El concurso recibió su nombre debido a su negocio de rosas “Cupid's Valentine” que comenzó mientras asistía a la universidad. 

### Donaciones escolares
Plank ha donado 25 millones de dólares a la Universidad de Maryland para que se utilicen en el complejo deportivo y académico propuesto.  El proyecto ha convertido Cole Field House, el antiguo estadio de baloncesto de la escuela, en una instalación de fútbol, un centro de medicina deportiva y un laboratorio de emprendimiento estudiantil.  En 2015, Plank donó 16 millones de dólares a la escuela secundaria St. John's College High School en Washington D. C., para financiar iniciativas deportivas, académicas y empresariales.  Plank donó un millón de dólares a la arquidiócesis de Baltimore en 2016 para ayudar a que 100 niños más asistieran a la escuela católica . 

## Vida personal
Plank se casó en 2003 con Desiree Guerzon, una enfermera registrada filipina-estadounidense graduada de la Universidad de Georgetown .  Tienen dos hijos,  y viven en Lutherville, Maryland .  En febrero de 2018, Forbes estimó su patrimonio neto en US$1,8 billion . 
Antes de vivir en Lutherville, vivió en la sección de Georgetown de Washington D. C. Su antigua casa, cuando la puso a la venta, era la más cara del mercado en Washington D. C. 

### Política
Según la Comisión Federal Electoral, Plank ha realizado donaciones a ambos partidos políticos principales de EE. UU. y a individuos de ambos partidos.  En el Halftime Report de CNBC de febrero de 2017, Plank comentó sobre la filosofía pro empresarial de Donald Trump, diciendo que el presidente era un "verdadero activo" para la comunidad empresarial.  Los comentarios de Plank generaron críticas en las redes sociales. Mientras algunos clientes prometieron boicotear la marca, tres importantes patrocinadores (Stephen Curry, la bailarina Misty Copeland y el actor Dwayne "The Rock" Johnson ) acudieron a Twitter para expresar su oposición.  Johnson calificó las palabras de Plank de "divisivas".  En los días siguientes a los comentarios, Plank compró un anuncio de página completa en The Baltimore Sun para aclarar sus comentarios. En el anuncio, Plank dijo que Under Armour defendía la creación de empleos, pero se oponía públicamente a la prohibición de viajes propuesta por el presidente. 
Plank formó parte del Consejo de Manufactura Estadounidense de Trump. Se retiró del consejo tras los comentarios de Trump sobre la violencia en Charlottesville, Virginia, y dijo que Under Armour "se involucra en innovación y deportes, no en política".  Además, se opuso públicamente a la decisión del presidente Trump de retirarse del Acuerdo de París  y estuvo entre los directores ejecutivos de Fortune 500 que firmaron un compromiso para promover la diversidad y la inclusión en el lugar de trabajo. 

## Reconocimiento

### 2017
- Ganador del año según la revista Success [65]
- Las personas más creativas en los negocios según Fast Company [66]
- Miembro del Salón de la Fama de la Industria de Artículos Deportivos [67]

### 2016
- N.º 23 de las 50 personas más influyentes en el deporte según Sports Business Journal [68]
- N.º 36 en empresario del año según Fortune [69]
- N.º 66 en la lista de los más poderosos de Adweek [70]

### 2015
- Personaje del año según Footwear News [71]
- N.º 21 de las 50 personas más influyentes en el mundo del deporte, según Sports Business Journal [72]
- Número 15 de las personas más destacadas en el mundo de los negocios según Fortune [73]

### 2014
- Personaje del año según Footwear News [71]
- N.º 21 de las 50 personas más influyentes en el mundo del deporte, según Sports Business Journal [72]
- Número 15 de las personas más destacadas en el mundo de los negocios según Fortune [73]

### 2013
- N.º 4 de los 20 directores ejecutivos más poderosos de Estados Unidos de 40 años o menos [74]
- N.º 24 sobre las personas más poderosas del ' según Sports Illustrated [75]